# ترزة
ترزة (بالفارسية: ترزه) هي قرية تقع في قسم بشتكوة موغوئي الريفي في إيران. يقدر عدد سكانها بـ 40 نسمة بحسب إحصاء 2016.